# Lowe Östberg
Lowe Östberg, född 8 juni 1971, är en svensk programledare på TV. Han har bland annat arbetat med programmen Rapport, Gomorron Sverige, Lilla Aktuellt och Kulturnyheterna på SVT och för Utbildningsradions program Om barn och barnet och orden.